# Fieseler F 4
Il Fieseler F 4 fu un aereo da turismo biposto, monomotore e monoplano ad ala bassa, sviluppato dall'azienda aeronautica tedesca Gerhard-Fieseler-Werke nei primi anni trenta.
Benché avesse ricevuto un buon riscontro nel mercato dell'aviazione da diporto Gerhard Fieseler, titolare dell'azienda che portava il suo nome, non convinto del successo del modello decise di non avviarlo alla produzione in serie.

## Storia del progetto
Dopo l'insuccesso nella realizzazione dell'anticonvenzionale Fieseler F 3 Wespe, Gerhard Fieseler decise di avviare lo sviluppo di un nuovo modello da proporre sul mercato dell'aviazione generale da diporto e turismo, un progetto più convenzionale e incentrato su aspetti quali sicurezza, qualità, efficienza e convenienza.
Il progetto, indicato come F 4 ed avviato nel maggio 1932, era relativo a un velivolo dalla cellula biposto con abitacoli aperti e separati posti in tandem, dalla velatura monoplana, con piano alare posizionato basso sulla fusoliera rinforzato da cavetti in acciaio, e carrello d'atterraggio fisso, posto in posizione avanzata per meglio contrastare la possibilità di cappottamento in fase di atterraggio.
La propulsione era affidata a un motore aeronautico di bassa potenza, commisurata alle caratteristiche del velivolo e alla potenziale clientela, raffreddato ad aria, facilmente allestibile con motori in linea (Argus As 16, 4 cilindri rovesciati, 35 PS) o radiali, (Salmson AD.9, 9 cilindri singola stella, 35-40 hp).
La costruzione del prototipo fu veloce e volò ai comandi dello stesso Fieseler, a seconda delle fonti consultate, tra il maggio e l'agosto di quello stesso anno. Le prestazioni espresse durante le prime prove di volo, nonostante la bassa potenza disponibile, risultarono soddisfacenti e in linea con le specifiche del progetto.
Presentato al pubblico nell'ottobre 1932 al Deutsche Luftsport-Ausstellung (DELA) di Berlino, venne offerto alla cifra di 5 900 ℛℳ con motore As 16 in linea e 6 300 ℛℳ con motore AD9 radiale. Il modello suscitò un buon interesse nel mercato, tuttavia, nonostante le buone prospettive economiche, Fieseler aveva dubbi sulla riuscita del progetto. Le prove di volo vennero sospese e i previsti piani di produzione abbandonati, liberando l'azienda nello sviluppo di nuovi tipi di aeromobile.

## Tecnica
Il Fieseler F 4 era un modello che proponeva una configurazione moderna abbinata a soluzioni tecniche, per l'epoca, avanzate, con un'insolita cura nei dettagli e nel comfort dell'equipaggio.
La fusoliera, a sezione rettangolare, era costituita da una struttura in tubi d'acciaio ricoperta di tela di fibra di lino e integrava i due abitacoli, aperti e separati, posti in tandem destinati a pilota e passeggero, dotati di sedili ben imbottiti con braccioli pieghevoli e pedaliera regolabile. Era inoltre presente un vano destinato ai bagagli. Posteriormente terminava in un impennaggio classico monoderiva, dall'elemento verticale arrotondato e di grandi dimensioni abbinato a piani orizzontali disposti in posizione avanzata e a filo del dorso della fusoliera.
La velatura era di tipo monoplana, con piano alare posizionato basso sulla fusoliera, rinforzato da cavetti in acciaio che collegavano l'estradosso alla fusoliera e l'intradosso alle gambe di forza del carrello d'atterraggio.
Questo era del tipo fisso, biciclo anteriore, con gambe di forza ruotate dagli pneumatici a bassa pressione, poste in posizione avanzata per impedire, con lo spostamento del centro di massa, la possibilità di cappottamento in fase di atterraggio, integrato posteriormente con un pattino d'appoggio posto sotto la coda.
La propulsione era affidata a un motore aeronautico di bassa potenza commisurata alle caratteristiche del velivolo, abbinato a un'elica bipala lignea a passo fisso.

### Riviste
- (EN) D.E.L.A., in Flight, No. 1241. (Vol. XXIV. No. 41.), 6 ottobre 1932.